# 忙哥剌
忙哥剌（約1249年—1280年7月5日），元世祖忽必烈第三子，母察必皇后。
至元九年（1272年）十月，封安西王，赐螭纽金印，以京兆路为属地，驻于六盘山。设置王相府，以商挺、李德辉为王相。第二年，册立真金为皇太子。忙哥剌进封秦王，再赐兽纽金印。王府两府并置，在长安称为安西路，在六盘称为开成路。京兆尹赵炳兴建宫室，冬、夏分驻两地。十四年（1277年），兀剌孩土番火石颜谋反，忙哥剌从六盘率师讨平。改相府铜印为银印，征发四川七千蒙古军、三千新附军隶属于王府，命四川行省右丞汪良臣为安西王相，改李德辉为行省左丞。同年冬天，忙哥剌到漠北平昔里吉之叛。十七年（1280年）冬十一月，忙哥剌去世，罢王相府。忙哥剌王妃派商挺向朝廷请命，子阿难答嗣位。阿难答在元成宗死后，谋夺帝位，被杀，其子月鲁帖木儿。

## 资料来源
- 《元史·宗室世系表》
- 《新元史》